# Vrbica, Podgorica
Vrbica este un sat din municipiul Podgorica, Muntenegru. Conform datelor de la recensământul din 2003, localitatea are 117 locuitori (la recensământul din 1991 erau 104 locuitori).

## Demografie
În satul Vrbica locuiesc 84 de persoane adulte, iar vârsta medie a populației este de 37,0 de ani (32,4 la bărbați și 42,1 la femei). În localitate sunt 33 de gospodării, iar numărul mediu de membri în gospodărie este de 3,55.
Populația localității este foarte eterogenă.
|  |

| Demografie | Demografie | Demografie |
| An         | Locuitori  | Locuitori  |
| ---------- | ---------- | ---------- |
|            |            |            |
|            |            |            |
|            |            |            |
|            |            |            |
| 1948       | 156        |            |
| 1953       | 176        |            |
| 1961       | 182        |            |
| 1971       | 143        |            |
| 1981       | 112        |            |
| 1991       | 104        | 100        |
| 2003       | 126        | 117        |

| \| Componența etnică conform recensământului din 2003[2] \| Componența etnică conform recensământului din 2003[2] \| Componența etnică conform recensământului din 2003[2] \| Componența etnică conform recensământului din 2003[2] \| Componența etnică conform recensământului din 2003[2] \| \| ----------------------------------------------------- \| ----------------------------------------------------- \| ----------------------------------------------------- \| ----------------------------------------------------- \| ----------------------------------------------------- \| \| \| \| \| \| \| \| Muntenegreni \| Muntenegreni \| \| 58 \| 49,57% \| \| Sârbi \| Sârbi \| \| 52 \| 44,44% \| \| Albanezi \| Albanezi \| \| 2 \| 1,7% \| \| Croați \| Croați \| \| 1 \| 0,85% \| \| necunoscută \| necunoscută \| \| 0 \| 0% \| |              |  |    |        |
| Componența etnică conform recensământului din 2003 |              |  |    |        |
| |              |  |    |        |
| Muntenegreni | Muntenegreni |  | 58 | 49,57% |
| Sârbi | Sârbi        |  | 52 | 44,44% |
| Albanezi | Albanezi     |  | 2  | 1,7%   |
| Croați | Croați       |  | 1  | 0,85%  |
| necunoscută | necunoscută  |  | 0  | 0%     |